# Harald III van Noorwegen
Harald III van Noorwegen (1015 – 25 september 1066), alias Harald Sigurdsson (zoon van Sigurd), alias Harald Hardråde (de harde regent of rechter), was koning van Noorwegen van 1047 tot zijn dood in 1066. Zijn mislukte veldtocht in 1066 om Engeland te veroveren luidde het einde van het Vikingtijdperk in.
Volgens de overlevering werd de Noorse hoofdstad Oslo rond 1048 door Harald gesticht. Oslo bestond al, maar werd door Harald uitgebouwd tot een stad. Een standbeeld uit 1950 van Harald te paard is te zien op het stadhuis van Oslo.

## Ballingschap
Harald was de zoon van onderkoning Sigurd Syr en Åsta Gudbrandsdatter en bijgevolg halfbroer van koning Olaf II (de heilige Olaf). Olaf II werd in 1030 verslagen en gedood in de Slag bij Stiklestad. Harald nam ook deel aan die slag en raakte gewond, maar het lukte hem het land te ontvluchten. Samen met een groep andere Noorse krijgers die ook in ballingschap waren gegaan trok hij oostwaarts naar het Kievse Rijk, waar zij koning Jaroslav de Wijze dienden. Harald nam waarschijnlijk deel aan Jaroslavs veldtocht tegen de Polen en werd uiteindelijk benoemd tot opperbevelhebber van de strijdkrachten van het rijk.
Na enkele jaren vertrokken Harald en zijn Vikingsoldaten naar Constantinopel, waar zij hun diensten aanboden aan het Byzantijnse Rijk. Ze werden opgenomen in de Varangiaanse garde, een elite-eenheid die helemaal uit Scandinavische soldaten bestond. Harald en zijn mannen behaalden vele overwinningen in Noord-Afrika, Syrië en Sicilië. Ze waren vooral goed in het belegeren en bestormen van kastelen. Door plundering van veroverde steden en kastelen had Harald al snel enorme rijkdommen vergaard.

## Harald wordt koning
Beladen met goud keerde Harald samen met een aantal mannen die hem hadden gediend in het Byzantijnse Rijk in 1045 terug naar Noorwegen. De zittende koning Magnus I zag in hem een ernstige bedreiging en bood aan om de Noors-Deense troon met hem te delen. Een jaar later stierf Magnus in onopgehelderde omstandigheden. Algemeen wordt aangenomen dat Harald hem had vermoord. Nu had Harald de troon voor zich alleen. Op zijn sterfbed zou Magnus hebben gezegd dat Harald de Noorse troon zou krijgen en Svend Estridsen de Deense. Harald eiste echter ook de Deense troon op. De lange oorlog met Svend Estridsen die daarop volgde, eindigde pas in 1064 toen Harald zijn aanspraak op Denemarken opgaf.

## Veldtocht naar Engeland

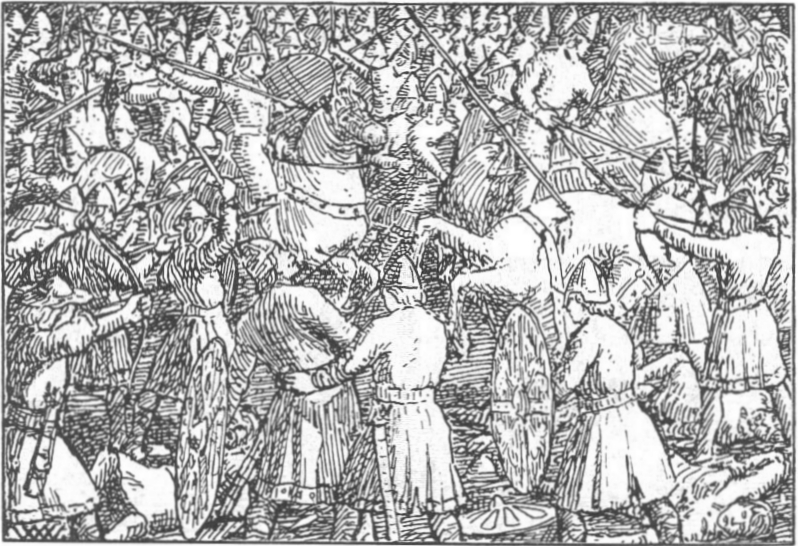
Harald wordt getroffen door een pijl in de keel tijdens de slag bij Stamford Bridge op 25 september 1066 (getekend door Wilhelm Wetlesen in 1899)

In 1066 zeilde Harald met een grote invasiemacht naar Engeland om koning Harold II te verslaan en de Engelse troon op te eisen. Hij landde in Noord-Engeland aan de Humbermonding met zo'n 15.000 soldaten en 300 Vikingschepen, dus zo'n 50 man per boot. Op 20 september versloeg hij de graven Edwin van Mercia en Morcar van Northumbria in de slag bij Fulford, een paar kilometer ten zuiden van York. Vijf dagen later, op 25 september, werd Harald echter volledig verslagen door de Engelsen in de slag bij Stamford Bridge, waarbij hij zelf sneuvelde. Hij werd begraven in Nidaros (Trondheim).
De Noorse nederlaag in Engeland luidde het einde in van het expansieve Vikingtijdperk.
Tijdens zijn regeringsperiode voltooide Harald echter wel de consolidatie van de verschillende koninkrijkjes in Noorwegen tot één land, waarbij hij een koninklijke dynastie vestigde. Zijn opvolgers tot 1184 waren allemaal nazaten van hem.
Een eeuw na zijn dood schreef Snorri Sturluson een saga over Harald in de Heimskringla, dat over de historie van de Noorse koningen verhaalt.

## Vrouwen en nazaten
Harald was twee keer getrouwd. In 1043 trouwde hij met Elisabeth van Kiev (dochter van koning Jaroslav de Wijze), met wie hij twee dochters had: Maria en Ingegjerd. In 1048 trouwde hij met Tora Torbergsdotter, met wie hij twee zonen had: Magnus (II) en Olaf (III). Na zijn dood werd hij opgevolgd door zijn zonen, die de troon deelden. Nadat Magnus in 1069 stierf, werd Olaf alleenheerser.